# Universidad Nacional de Laos
La Universidad nacional de Laos (en lao: ມະຫາວິທະຍາໄລຈຳປາສັກ) es la universidad líder en Vientián, capital del país asiático de Laos. Fundada en 1996, con departamentos traídos de otras universidades existentes, es la única universidad nacional en el país. La Universidad nacional acepta los mejores estudiantes de Laos con algunos pocos estudiantes internacionales. La Universidad Nacional de Laos coopera con varias universidades internacionales, sobre todo las de Japón.
La universidad es un socio de la Subregión y Red Académica y de Investigación del  Gran Mekong y la Red de universidades de la ASEAN.